# لوک مابلی
لوک مابلی (به انگلیسی: Luke Mably) (زاده ۱ مارس ۱۹۷۶) بازیگر انگلیسی است.
از فیلم‌های معروف او می‌توان به بازی در فیلم شاهزاده و من اشاره کرد.